# Vibrant uvular
La consonant vibrant uvular sonora és un so de la parla que es transcriu [ʀ] en l'AFI (una erra versaleta). És utilitzada en força llengües. Aquest so és la coneguda erra francesa. A Europa podria haver-se originat i difós a partir del francès, incorporant-se a l'alemany, alguns dialectes del neerlandès, alguns dialectes italians del nord, i alguns dialectes escandinaus del sud.

## Vibrant no sonorant elevada uvular sonora

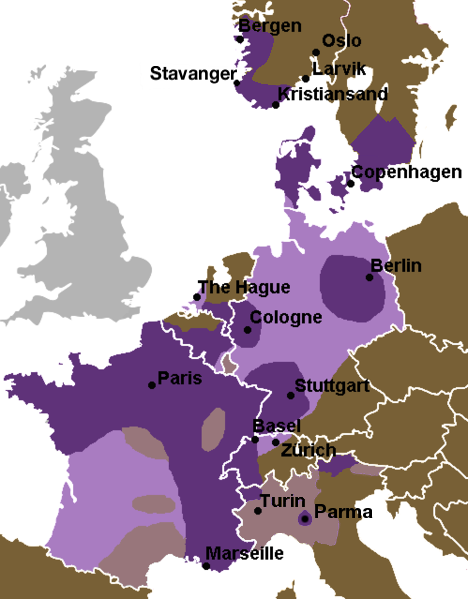
Distribució de la R gutural (/[ʁ ʀ χ]/) s Europa.
█ inusual
█ només en parla
█ usual en parla culta
█ general

## En català
Aquest fonema no existeix en català. Això no obstant, algunes persones que no saben fer l'erra sonora en català, la pronuncien d'una manera similar a aquest fonema.
A més, el mallorquí de Sóller (solleric), per qüestions històriques rep influència francesa, per això alguns sollerics pronuncien aquest fonema en lloc de l'erra sonora.

## En altres llengües
Aquest fonema és usat en francès (carré, [ˈkaʀe]), en portuguès (carro, [ˈkaʀu]), occità (garçon, [gaʀ'su]) i hebreu (ירוק, [jaˈʀok]), entre d'altres.